# Modern Combat: Domination
Modern Combat: Domination es un videojuego de disparos en primera persona multijugador en línea desarrollado por Gameloft para PlayStation Network and Mac OS X. La versión de PSN se trasladó a Japón para su lanzamiento el 15 de febrero de 2011, aproximadamente un día antes de la fecha de lanzamiento de la región PAL.

## Modos de juego
| Opciones de juego | Descripción |
| Death Match       | Death Match o DM, cada uno por sí mismo, gana el jugador que mató a más enemigos.                                                  |
| Team Death Match  | Team Deathmatch o TDM (Team Death Match): gana el equipo que mató a más enemigos del equipo contrario.                             |
| Domination        | 3 puntos (banderas) para capturar en el mapa. Gana el equipo que capturó la mayor cantidad de banderas durante un tiempo asignado. |
| Extraction        | Modo en el que tienes que recuperar un objeto y traerlo de vuelta.                                                                 |
| Escort            | Modo donde debes proteger a un líder de equipo que tiene 200 de Armadura y Vida para que llegue a un punto de extracción.          |
| Sabotage          | Modo de estilo Buscar y Destruir donde compiten dos equipos.                                                                       |
| Boom and Bust     | Un equipo intenta activar un misil mientras el otro intenta evitar la activación.                                                  |

El juego presenta un sistema de progresión (clasificación) en forma de puntos de experiencia, otorgados según el desempeño. El usuario puede alcanzar hasta 72 rangos en total, los cuales aumentan con el nivel de XP (Puntos de experiencia). A medida que el usuario avanza en los rangos, se desbloquean más armas para comprar.
Puede haber hasta 16 jugadores en un servidor, es decir, hasta 8 en cada equipo. Si hay un número impar de jugadores reales, entonces se agrega automáticamente un bot para garantizar un número par de miembros del equipo en ambos lados.
Este juego se puede jugar en PlayStation 3 usando un controlador de movimiento DualShock 3 o PlayStation Move, así como en Mac OS X.

## Recepción
La versión de PlayStation 3 recibió críticas "promedio" según el sitio web agregación de reseñas Metacritic. GamesRadar+ elogió la versión de PS3 por su bajo costo, gráficos y variedad de modos multijugador, pero critica su mezcolanza de diseño de juego. GameSpot elogió sus partidas rápidas e intensas y su buena variedad de modos de juego, pero lo criticó. por sus largos tiempos de carga y la falta de un modo fuera de línea desafiante o interesante.